# Richard Edgcumbe (1er baron Edgcumbe)
Richard Edgcumbe (23 avril 1680 - 22 novembre 1758) est un homme politique et pair britannique.

## Biographie

### Vie privée
Il est le fils de Sir Richard Edgcumbe et d'Anne Montagu, fille d'Édouard Montagu, 1er comte de Sandwich et de Jemima Crew.
Il est admis au Trinity College de Cambridge en 1697 .

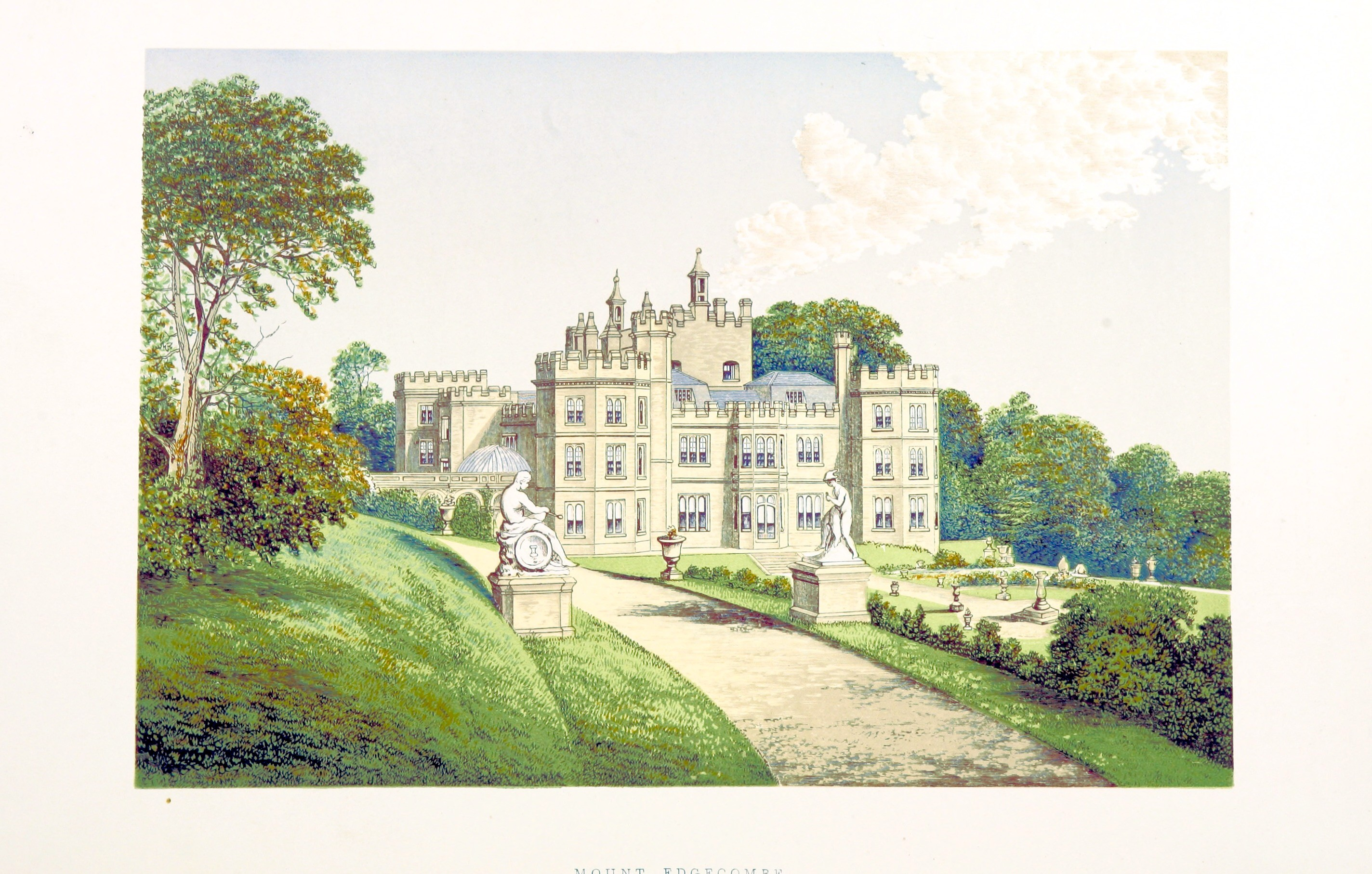
Mount Edgcumbe House (Cornouailles) en 1869.

### Vie publique

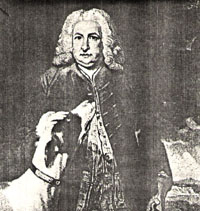
Portrait du 1er baron Edgcumbe au XVIIIe siècle.

En juin 1701, il est élu sans opposition en tant que député de Cornouailles lors d'une élection partielle, mais ne siège jamais car le Parlement est ajourné. Aux élections générales plus tard cette année-là, il est réélu sans opposition en tant que député de St-German. Il est élu député de Plympton Erle en 1702 et y est réélu lors d'élections générales successives jusqu'en 1734. Cette année-là, il est réélu député de Plympton Erle et de Lostwithiel et choisit de siéger pour Lostwithiel. Il est réélu pour Plympton Erle aux élections générales de 1741 jusqu'à ce qu'il soit élevé à la pairie en 1742,.
Il est deux fois lord commissaire du trésor et de 1724 à 1742, il est nommé payeur général de l’Irlande et devient Chancelier du duché de Lancastre en décembre 1742. Il est un fidèle partisan du whig Robert Walpole, 1er comte d'Orford, dans l'intérêt duquel il gère les élections des arrondissements de Cornouailles, et son élévation à la pairie vise à l'empêcher de donner des éléments de preuve concernant les dépenses de Walpole pour l'argent des services secrets.
Il donne son nom au comté d'Edgecombe en Caroline du Nord.

## Famille
Il épouse, le 12 mars 1715, Matilda Furnese (1699-1721), fille de Sir Robert Furnese, 2e baronnet de Waldershare et d'Anne Balam. Ils ont trois enfants.
- Richard Edgcumbe, 2e baron Edgcumbe (2 août 1716 - 10 mai 1761), célibataire, sans enfants ;
- Henry Edgcumbe (1718 - ?), célibataire, sans enfants ;
- George Edgcumbe, 1er comte de Mount Edgcumbe (3 mars 1720 - 4 février 1795) épouse Emma Gilbert (28 juillet 1729 - 6 août 1807), dont descendance.